# Act III: Life and Death
| Críticas profissionais | Críticas profissionais |
| Avaliações da crítica  | Avaliações da crítica  |
| Fonte                  | Avaliação              |
| ---------------------- | ---------------------- |
| AbsolutePunk           | (90%)                  |
| Allmusic               | [ 2 ]                  |
| Ultimate Guitar        | [ 3 ]                  |

Act III: Life and Death é o terceiro álbum de estúdio da banda americana de rock progressivo, The Dear Hunter, lançado em 23 de Junho de 2009. De acordo com o vocalista Casey Crescenzo, esse álbum é a terceira parte de seis, sendo sequência dos álbuns anteriores, Act I: The Lake South, the River North e Act II: The Meaning of, and All Things Regarding Ms. Leading, precedendo o álbum Act IV: Rebirth in Reprise de 2015. O álbum foi produzido por Casey Crescenzo e Andy Wildrick no próprio estúdio da banda em Providence, Rhode Island, com alguns músicos convidados.
Em 1 de Julho de 2009, o álbum alcançou a posição 182 no Billboard 200 (sendo a primeira vez que a banda alcançou o top 200), além disso, alcançou a posição 14 no Billboard Top Heatseakers, e a posição 31 no Top Independent Albums.

## História
Act III é o terceiro ato de seis, como prometido pela banda. Previamente na história, o personagem principal (Hunter) se apaixona por uma prostituta chamada Ms. Leading, mas essa paixão dura pouco após ele entender do que se trata a profissão dela e eles se separam.
No começo do Act III o protagonista se torna um soldado e encontra-se lutando por sua vida como forma de esquecer o seu passado. No caminho da história vários desafios e fantasmas do seu passado reaparecem, mais tarde, o protagonista é salvo por um ataque de gás mostarda por um soldado sem nome. Coincidamente, Hunter conhece seu pai, o General, enquanto ele está se gabando de ter um caso de amor no The Dime (bordel apresentado no primeiro ato) com Ms. Terri (mãe do protagonista). Ironicamente, Hunter também descobre que o soldado que o salvou, é na verdade seu meio-irmão que é extremamente semelhante a ele.
No decorrer da guerra, seu meio-irmão é morto ao salvar o pai, que não sente nenhum remorso ou tristeza da perda de seu filho, deixando o protagonista furioso. Ele então decide envenenar seu pai e roubar a identidade de seu meio-irmão com a intenção de viver com sua "madrasta" após o fim da guerra e viver uma vida diferente e sem sofrimentos. O álbum termina com o herói refletindo sobre como sua vida tem sido uma espiral descendente e suas esperanças de que "algum dia, ele vai aprender a amar novamente." 

## Faixas
Todas as faixas escritas e compostas por Casey Crescenzo. 
| N.º            | Título                      | Duração |  |
| 1.             | "Writing on a Wall"         | 1:38    |  |
| 2.             | "In Cauda Venenum"          | 5:29    |  |
| 3.             | "What It Means to Be Alone" | 4:49    |  |
| 4.             | "The Tank"                  | 4:39    |  |
| 5.             | "The Poison Woman"          | 4:51    |  |
| 6.             | "The Thief"                 | 5:01    |  |
| 7.             | "Mustard Gas"               | 4:13    |  |
| 8.             | "Saved"                     | 4:41    |  |
| 9.             | "He Said He Had a Story"    | 3:39    |  |
| 10.            | "This Beautiful Life"       | 4:05    |  |
| 11.            | "Go Get Your Gun"           | 3:15    |  |
| 12.            | "Son"                       | 2:16    |  |
| 13.            | "Father"                    | 3:25    |  |
| 14.            | "Life and Death"            | 5:45    |  |
| Duração total: | Duração total:              | 57:46   |  |

### Edição deluxe
A banda lançou uma edição deluxe do álbum em uma caixa que continua um poster autografádo, cartões postais com as letras de cada música e um livro da história do álbum antecessor, Act II: The Meaning of, and All Things Regarding Ms. Leading, ilustrado pelo artista Kent St. John. Além disso o álbum veio com quatro faixas bônus. A edição deluxe estava disponível apenas para pré-venda e enquanto houvesse estoque, mas também era vendida durante a turnê da banda com as bandas Kay Kay and His Weathered Underground e mewithoutYou.
| N.º | Título                          | Duração |  |
| 15. | "Writing on a Wall" (A Capella) | 1:40    |  |
| 16. | "Untitled 11"                   | 3:40    |  |
| 17. | "Movement 1"                    | 1:54    |  |
| 18. | "Movement 2"                    | 4:47    |  |

1Música regravada no álbum Act IV: Rebirth in Reprise com o nome "A Night on the Town";

## Clipes
Com a ajuda do artista Glenn Thomas a banda criou um clipe animado da faixa "What it Means to be Alone". Embora a banda negue que eles tenham um single, esse é o segundo clipe da banda, o primeiro sendo "The Church and the Dime" do álbum antecessor.

## Pessoal

### The Dear Hunter
- Casey Crescenzo – vocais, piano, órgão, sintetizador, guitarra, baixo, banjo, produção, engenharia de áudio
- Andy Wildrick – guitarra, violão, vocais, engenharia de áudio
- Erick Serna – guitarra, vocais
- Nick Crescenzo – bateria, percussão, vocais
- Nate Patterson – baixo

### Músicos convidados
- Austin Hatch – clarinete, saxofone
- Pasquale Lanelli – saxofone
- Dave Calzone – trombone
- Andrew Mericle – trompete
- Samantha Conway – trompa
- Charles Lidell – violoncelo
- Angela Preston – violino, viola
- Mark Adelle – violino
- Lynn Mira – harpa

## Paradas Musicais
| Ano  | Chart                     | Posição |
| ---- | ------------------------- | ------- |
| 2009 | Billboard Top Heatseekers | 14      |
| 2009 | The Billboard 200         | 182     |
| 2009 | Top Independent Albums    | 31      |